# 第32回日劇學院賞
←第31回 - 第32回 - 第33回→
第32回日劇學院賞，針對2002年1月到3月在日本播出的連續劇做出投票與評比。

## 得獎名單

### 最優秀作品賞
1. 超級奶爸
2. 愛的力量
3. 木更津貓眼
4. 漂流教室

- 讀者票：1.超級奶爸；2.漂流教室；3.木更津貓眼
- 記者票：1.3年B組金八先生；2.愛的力量；3.木更津貓眼
- 評審票：1.愛的力量；2.木更津貓眼；3.漂流教室

### 主演男優賞
1. 香取慎吾（超級奶爸）
2. 岡田准一（木更津貓眼）
3. 窪塚洋介（漂流教室）

- 讀者票：1.香取慎吾（超級奶爸）；2.窪塚洋介（漂流教室）；3.岡田准一（木更津貓眼）
- 記者票：1.岡田准一（木更津貓眼）；2.香取慎吾（超級奶爸）；3.武田鐵矢（3年B組金八先生）
- 評審票：1.窪塚洋介（漂流教室）；2.岡田准一（木更津貓眼）；3.香取慎吾（超級奶爸）

### 主演女優賞
1. 深津繪里（愛的力量）
2. 常盤貴子（漂流教室）
3. 池脇千鶴（ほんまもん）

- 讀者票：1.深津繪里（愛的力量）；2.常盤貴子（漂流教室）；3.水野美紀（初體驗）
- 記者票：1.深津繪里（愛的力量）；2.池脇千鶴（ほんまもん）；3.仲間由紀恵（圈套2）
- 評審票：1.深津繪里（愛的力量）；2.池脇千鶴（ほんまもん）；3.中谷美紀（TOP LADY）

### 助演男優賞
1. 藤木直人（初體驗）
2. 堤真一（愛的力量）
3. 須賀健太（超級奶爸）

- 讀者票：1.藤木直人（初體驗）；2.堤真一（愛的力量）；3.須賀健太（超級奶爸）
- 記者票：1.堤真一（愛的力量）；2.生瀬勝久（圈套2）；3.藤木直人（初體驗）
- 評審票：1.藤木直人（初體驗）；2.須賀健太（超級奶爸）、宅麻伸（逃亡）

### 助演女優賞
1. 星野真里（3年B組金八先生）
2. 優香（平成小氣夫婦2）
3. 上戸彩（3年B組金八先生）
4. 矢田亞希子（愛的力量）

- 讀者票：1.星野真里（3年B組金八先生）；2.矢田亞希子（愛的力量）；3.優香（平成小氣夫婦2）
- 記者票：1.上戸彩（3年B組金八先生）；2.優香（平成小氣夫婦2）；3.矢田亞希子（愛的力量）
- 評審票：1.酒井若菜（木更津貓眼）；2.星野真里（3年B組金八先生）3.篠原涼子（初體驗）

### 其他
- 主題歌賞：THE BLUE HEARTS：夢（超級奶爸）
- 新人俳優賞：松岡充（超級奶爸）
- 最佳服裝賞：中谷美紀（TOP LADY）
- 腳本賞：宮藤官九郎（木更津貓眼）
- 監督賞：金子文紀、片山修、宮藤官九郎（木更津貓眼）
- 劇中音樂賞：漂流教室
- 卡司賞：木更津貓眼
- 片頭片尾賞：木更津貓眼
- 電視週刊特別賞：野際陽子（美食人生、上班族金太郎3、京都迷宮案內、圈套2）